# Lily Wu
Lily Wu   (Antigua Guatemala, 1984) és una política estatunidenca i expresentadora de notícies de televisió, que exerceix com a alcaldessa número 103 de Wichita (Kansas), des del 2024. És una votant registrada del Partit Llibertari, encara que no està afiliada a cap partit i el partit no va fer cap aprovació electoral.

## Primers anys i carrera
Els pares de Wu van deixar la Xina per emigrar als Estats Units i ella va néixer mentre els seus pares vivien a Antigua Guatemala el 1984. La família es va traslladar a Wichita el 1993. Wu es va graduar al programa de Batxillerat Internacional a l'institut Wichita Est, es va llicenciar en negocis internacionals i comunicació integrada de màrqueting a la Universitat Estatal de Wichita i un màster en periodisme a la Universitat de Hong Kong.
Wu es va unir al canal KAKE com a periodista el 2010. Va presentar el seu programa matinal d'agost de 2014 a setembre de 2016. Va deixar KAKE el desembre de 2019. Es va incorporar a KWCH-DT com a presentadora i reportera el juny de 2020 i va renunciar al seu càrrec el març de 2023.

## Carrera política
Wu va entrar al Charles Koch Institute i va completar un programa associat d'un any. Era membre del Partit Republicà, però va canviar el seu registre de vot al Partit Llibertari el 2022.
L'abril de 2023, va anunciar la seva candidatura a les eleccions no partidistes de 2023 a l'alcaldia de Wichita. Va ser avalada pel grup de pressió llibertari Americans for Prosperity (AFP), la Cambra Regional de Wichita PAC, l'Orde Fraternal de la Policia de Wichita i l'antic secretari d'Estat dels EUA Mike Pompeo. Wu va recaptar 440.000 dòlars, una quantitat rècord a partir de diferents col·laboradors, i l'AFP va destinar 192.000 dòlars addicionals en nom seu.
Wu va acabar les eleccions primàries en primer lloc i va avançar a una segona volta amb l'alcalde en funcions Brandon Whipple. Va derrotar Whipple per un 58% a 42%, i es va convertir en la primera alcaldessa asiàtica estatunidenca de la ciutat. Newsweek la va definir com la "més gran victòria electoral [del Partit Llibertari]", però el Partit Llibertari de Kansas no la reconeix com a candidata llibertària oficial.
Wu va jurar el càrrec el 8 de gener de 2024, en una cerimònia a l'Ajuntament de Wichita.